# 參宿三
參宿三（δ Ori / 猎户座δ），是猎户座的恒星，俗名Mintaka（源于阿拉伯语منطقة manţaqah，意为「地区」），距离地球约900光年。它与参宿一、参宿二组成猎户座的腰带。北半球的观测者面朝南方可以看到，当猎户座接近中天时，参宿三位于腰带的最右边。

## 天体系统
參宿三是一个聚星系统，由离主星52弧秒的7星等伴星以及二者之间一颗更加暗淡的恒星组成。主星本身也是一个双星系统，由一颗B型的巨星和一颗稍小但較熱的O型恆星组成。二者绕行周期为5.73天，它们的光度均是太阳的90,000倍，质量是太阳的20倍。
1904年，約翰內斯·哈特曼通过用参宿三作为背景星，发现星际空间含有稀薄的气体（參見星際物質）。

## 语源和文化象征
参宿三被占星学家视为好运的前兆。
星际迷航：新的一代中描述了一个外星种族：参宿三人。其中就假定参宿三人来自于参宿三恒星系统。

### 獵戶腰帶
在許多文化中都有腰帶三星這個名稱。阿拉伯的名詞中包括Al Nijād '腰帶'、Al Nasak '線'、Al Alkāt '黃金穀粒或種子'；在現代的阿拉伯，Al Mīzān al H•akk是'尺度經確的樑柱'。在中國神話，也稱為吃重的樑
。腰帶在中國星官中稱為三星的大宅第（参宿），是二十八宿中的一個；它是西方白虎中的一部分。
在基督教傳入之前的斯堪地納維亞，腰帶三星被稱為弗麗嘉（Frigg）的卷线杆（Friggerock）或弗蕾亞（Freyja）的卷线杆。腰帶三星也得到雅各的人員與彼得的員工等相似的名稱，在歐洲的聖經更引申出三賢或三王者。芬蘭神話中稱為Väinämöinen的大鐮刀（卡勒瓦拉）和卡勒瓦拉的劍。
墨西哥西北部的塞里人把这三颗星合称作Hapj，它们由以下三颗星组成：Hap（长耳鹿）、Haamoja（麋鹿）和Mojet（大角羊）。Hap位于中间，并被猎人杀死；它的血溅到了蒂布龙岛（Tiburón Island）上。
在拉丁美洲，该星群是熟知的Las Tres Marías或As Três Marias，这分别是The Three Mary's的西班牙语和葡萄牙语。

## 外部連結
- Mintaka
- 参宿三影像，來自每日一天文圖正體中文版。